# Anne Sauvagnargues
Anne Sauvagnargues, née le 16 mars 1961, est une philosophe française, spécialiste de l'œuvre de Gilles Deleuze. Elle est également écrivaine, peintre et dessinatrice.

## Biographie
Anne Sauvargnargues est admise à l'ENS de Fontenay-aux-Roses (actuelle École normale supérieure de Lyon). Elle est reçue à l'agrégation de philosophie, et puis elle soutient sa thèse de doctorat « Esthétique et philosophie dans l'œuvre de Gilles Deleuze » sous la direction de Pierre-François Moreau.
Elle enseigne entre 2003 et 2010 à l'ENS Lyon, en tant que maîtresse de conférences en philosophie de l'art. En 2010, elle est nommée professeur des universités à l'université Paris X. Elle y enseigne la philosophie de l'art. Elle devient directrice du département de philosophie en 2011.
Elle codirige avec Fabienne Brugère la collection « Lignes d'art » aux Presses universitaires de France. 

## Travaux
Anne Sauvagnargues mène des recherches sur la philosophie de Gilles Deleuze, avec un focus particulier sur l'« empirisme transcendantal ». Ses travaux s'inscrivent dans une réflexion sur la relation entre expérience et condition de possibilité de cette expérience, en mettant en lumière les concepts philosophiques fondamentaux qui sous-tendent la pensée deleuzienne.
Son ouvrage, Deleuze. L’empirisme transcendantal (2010), explore les rapports entre l'empirisme et le transcendantal dans la philosophie de Deleuze. Anne Sauvagnargues propose une analyse détaillée de la manière dont Deleuze mêle des éléments théoriques apparemment incompatibles pour développer une philosophie nouvelle, dont la construction de concepts est au cœur de sa démarche.
Elle souligne également l'influence de la littérature sur la pensée de Deleuze, particulièrement dans la manière dont l'art et la philosophie se rejoignent dans la recherche de nouvelles formes de pensée. La rencontre avec des écrivains comme Proust, ainsi que l'exploration de la littérature anglaise et américaine, jouent un rôle central dans sa réflexion. Anne Sauvagnargues s'intéresse aussi à la façon dont des concepts tels que l'individuation et la modulation, empruntés à Gilbert Simondon, influencent la philosophie de Deleuze.
Son travail explore aussi l'impact de la transversalité et de l’expérimentation dans la pensée de Deleuze, notamment dans le cadre de ses collaborations avec Félix Guattari. Elle analyse comment les écrits de Deleuze et Guattari s'éloignent de l'interprétation traditionnelle pour adopter une approche plus expérimentale et pragmatique de la philosophie.

## Art
Peintre, ses œuvres ont été exposées dans plusieurs expositions en France et en Suisse.

## Expositions
- La ville, art et architecture en Europe, Centre Georges Pompidou, Paris, France, 1994
- Itinéraires, ENS Plastik, ENS Lyon, Lyon, France, 2002
- Virage viral, avec Georgik, Librairie À plus d’un titre, Lyon, France, 2003
- Particules urbaines, Espace Richterbuxtorf, Lausanne, Suisse, 2016